# المحتال (فلم 1961)
المحتال (بالإنجليزية: The Hustler) هو فيلم دراما تم إنتاجه في الولايات المتحدة وصدر في سنة 1961.

## بطولة
- بول نيومان
- جاكي جلايسون
- بيبر لوري
- جورج سي سكوت

### ترشيحات وجوائز
| السنة | الحدث  | الفئة              | النتيجة  |
| ----- | ------ | ------------------ | -------- |
|       | أوسكار | أفضل تصوير سينمائي | فـــــوز |

## الميزانية والإيرادات
بلغت تكلفة إنتاج الفيلم حوالي 2,125,000 دولار بينما حقق أرباحا تقدر بـ 7,600,000 دولار.

## وصلات خارجية
- مقالات تستعمل روابط فنية بلا صلة مع ويكي بيانات